# Omori Ryū
Ōmori-Ryū (大森流 : おおもりりゅう) (= die Schule nach Meister Ōmori) ist ein unter den alten Schulen (koryū) der japanischen Kampfkunst relativ neuer Iaidō-Stil. Dieser Stil wurde Anfang des 18. Jahrhunderts von Ōmori Masamitsu Rokurozaemon entwickelt.
Das besondere dieser Schule ist, dass die Schwertformen (Kata) nicht mehr aus dem traditionellen Iai-hiza der Samurai geübt wird, sondern zum ersten Mal aus dem Seiza (Kniesitz) heraus, wie es auch im Zen bekannt ist. 

## Die Formen (Kata) von Ōmori-Ryū
Ōmori-Ryū wird heute meist als Bestandteil der Schulen Musō Jikiden Eishin Ryū und Musō Shinden-Ryū gelehrt.
Beide Schulen haben die Formen (=Kata) als Shoden (=beginnende Stufe) in ihr Lehrsystem integriert.
Musō Jikiden Eishin-Ryū:
1. Mae (nach vorne)
2. Migi (von rechts)
3. Hidari (von links)
4. Ushiro (nach hinten)
5. Yaegaki (achtfacher Zaun)
6. Ukenagashi (empfangen und fließend abwehren)
7. Kaishaku   (Sekundant beim Seppuku)
8. Tsukekomi  (Verfolgung)
9. Tsukikage (Mondlicht)
10. Oikaze (Rückenwind)
11. Nukiuchi (ziehen und schlagen)

Musō Shinden-Ryū
1. Shohattō
2. Satō (linkes Schwert)
3. Utō (rechtes Schwert)
4. Ataritō (Schwert treffen)
5. Inyō (= ying-yang)-shintai
6. Ryūtō (Drachenschwert / fließendes Schwert)
7. Juntō
8. Gyakutō (Schwert entgegengesetzt)
9. Seichūtō
10. Korantō
11. Nukiuchi (ziehen und schlagen)
12. Inyō (= ying-yang)-shintai kaewaza

Trotz unterschiedlicher Bezeichnungen handelt es sich bei beiden Listen grundsätzlich um die gleichen Formen, auch wenn sie in den beiden Schulen stilistisch unterschiedlich ausgeführt werden.
Nakayama Hakudō, der die Überlieferung von Musō Shinden-Ryū neu ordnete, fügte als 12. Form Inyō-shintai kaewaza hinzu. Die Form kann auch als Variante von Yaegaki/Inyōshintai betrachtet werden.

## Ōmori-Ryū als alleinstehende Schule
Heute wird Ōmori-Ryū vereinzelt gelehrt. So lehrt Nobuyuki Watanabe eine bestimmte Ausprägung des Ōmori-Ryū, mit der er die Grundlagen des Aikidō erklärt.